# Zsidó László
Zsidó László (Brassó, 1946. február 22. –) erdélyi származású magyar matematikus, egyetemi tanár.

## Életpályája
Wildt József tanítványa volt. Az 1963-as nemzetközi matematikai diákolimpián aranyérmet szerzett. 
1968-ban matematika szakot végzett a bukaresti tudományegyetemen.  1973-ban ugyanott doktorált. 1968–1979 között különböző bukaresti intézetekben kutató matematikus,  1979–1980 között kutató Németországban a münsteri egyetemen, 1980–1990 között Stuttgartban egyetemi tanár, 1990-től a római Tor Vergata egyetem professzora. 2010-től az MTA külső tagja.

## Munkássága
Fő kutatási területe a funkcionálanalízis, azon belül operátoralgebra, lineáris operátorok spektrális elmélete. Ezen kívül foglalkozott még harmonikus analízissel, ergodikus elmélettel, általánosított függvényekkel. Több mint 70 szakdolgozatot és két monográfiát publikált.

### Könyvei
- Șerban Strătilă, László Zsidó: Lecții de algebre von Neumann, Editura Academiei Republicii Socialiste România, 1975.
- László Zsidó: Spectral properties of the analytic generator and singular integrals, Accademia Nazionale dei Lincei, 1983.
- Șerban Strătilă, László Zsidó: Operator algebras, Tipografia Universităţii din Timișoara, 1995.

### Válogatott cikkei
- D'Antoni, Claudio; Zsidó, László: Abelian strict approximation in AW * -algebras and Weyl–von Neumann type theorems. Trans. Am. Math. Soc. 360, No. 9, 4705–4738 (2008).
- Zsidó, László: Weak mixing properties of vector sequences.  in: Dritschel, Michael A. (ed.), The extended field of operator theory. Containing lectures of the 15th international workshop on operator theory and its applications, IWOTA 2004, Newcastle, Uk, July 12–16, 2004. Basel: Birkhäuser (ISBN 978-3-7643-7979-7/hbk; 978-3-7643-7980-3/e-book). Operator Theory: Advances and Applications 171, 361–388 (2006).
- Araki, Huzihiro; Zsidó, László: Extension of the structure theorem of Borchers and its application to half-sided modular inclusions. Rev. Math. Phys. 17, No. 5, 491–543 (2005).
- Takemoto, Hideo; Uchiyama, Atsushi; Zsidó, László: The σ-convexity of all bounded convex sets in ℝn  and ℂn. Nihonkai Math. J. 14, No. 1, 61–64 (2003)
- Niculescu, Constantin P.; Ströh, Anton; Zsidó, László: Noncommutative extensions of classical and multiple recurrence theorems. J. Oper. Theory 50, No. 1, 3–52 (2003).
- D'Antoni, Claudio; Zsidó, László: Abelian strict approximation in multiplier C*-algebras and related questions. J. Oper. Theory 49, No.1, 99-113 (2003).
- Doplicher, S.; Longo, R.; Roberts, J.E.; Zsidó, L.: A remark on quantum group actions and nuclearity. Rev. Math. Phys.  14, No.7-8, 787–796 (2002).
- D'Antoni, Claudio; Zsidó, László: Groups of linear isometries on multiplier C*-algebras. Pac. J. Math. 193, No. 2, 279–306 (2000).